# Calcarele de Rona
Calcarele de Rona, (monument al naturii) este o arie protejată de interes național ce corespunde categoriei a III-a IUCN (rezervație naturală, tip geologic) situată în județul Sălaj, pe teritoriul administrativ al orașului Jibou.

## Localizare
Aria protejată cu o suprafață de 0,50 hectare este situată în partea central-nordică a județului Sălaj, în vestul  localității Rona, sat aparținător orașului Jibou, în lunca dreaptă a râului Someș.

## Descriere
Rezervația naturală a fost declarată arie protejată prin Legea Nr.5 din 6 martie 2000 (privind aprobarea Planului de amenajare a teritoriului național - Secțiunea a III-a - zone protejate) și prezintă depozite lacustre formate din calcare albe-cenușii și bej-ruginii, alternând cu marne cenușii-albăstrui așezate în strate monoclinale cu conținut numeros de resturi fosile de moluște, schelete de pești ori reptile.